# Чаплыгин, Арсений Иванович
Арсений Иванович Чаплыгин (23 марта (4 апреля) 1860 — 16 августа 1932) — генерал-майор Российской императорской армии, генерал-лейтенант Русской армии, артиллерист. Участник Китайского похода 1900—1901 годов, Русско-японской войны и Первой мировой войны. Кавалер ордена Святого Георгия 4-й степени и золотого оружия с надписью «За храбрость». После Октябрьской революции служил в Белой армии, затем эмигрировал в Югославию.

## Биография
Родился 23 марта 1860 года в дворянской семье, младший брат Александра Ивановича Чаплыгина. В 1878 году окончил Орловскую Бахтина военную гимназию.
1 сентября 1878 года вступил на службу в Российскую императорскую армию и зачислен юнкером во 2-е военное Константиновское училище, откуда выпущен со старшинством с 8 августа 1880 года в чине прапорщика в 36-ю артиллерийскую бригаду. В подпоручики произведён со старшинством с 29 ноября 1882 года, а в поручики — с 1 декабря 1885 года. В 1892 году «за отличие по службе» произведён в штабс-капитаны, со старшинством с 13 декабря того же года. Переведён на Дальний Восток в 1-ю Восточно-Сибирскую артиллерийскую бригаду и 13 июля 1897 года произведён в капитаны.
Принял участие в Китайском походе, за отличие в котором получил орден Святого Владимира 4-й степени с мечами и бантом, и в Русско-японской войне. 14 августа 1904 года назначен командующим 3-й батареей 1-й Восточно-Сибирской стрелковой артиллерийской бригады. В сражении под Ляояном 12—15 августа 1904 года получил контузию, не смотря на которую остался в строю. 29 августа 1904 года произведён в подполковники с утверждением в должности командира батареи. 28 февраля 1906 года «за отличия в делах против японцев» произведён в полковники, со старшинством с 25 февраля 1905 года, а 9 декабря того же года пожалован золотым оружием с надписью «За храбрость».
15 декабря 1907 года назначен командиром 1-го дивизиона 37-й артиллерийской бригады, но уже 21 марта 1908 года возвращён в 1-ю Восточно-Сибирскую стрелковую артиллерийскую бригаду, также командиром 1-го дивизиона. 14 июля 1910 года назначен командиром 1-го дивизиона 19-й артиллерийской бригады, 12 ноября 1912 года стал помощником командира бригады.
После начала Первой мировой войны 25 июля 1914 года назначен командующим 65-й артиллерийской бригадой, развёрнутой на базе 19-й артиллерийской бригады, с которой принял участие в Галицийской битве. За отличия в боях приказом командующего 8-й армией, Высочайше утверждённым 13 января 1915 года, награждён орденом Святого Георгия 4-й степени: 
За то, что в боях с 26-го по 30-е Августа 1914 года на позициях у Стради-Ямельня, руководя огнем артиллерии, расположенной на участке 1-й бригады 65-й пехотной дивизии, достигнув перевеса над артиллерией противника, способствовал отбитию его атак не только на фронт бригады, но и на фронт соседних участков.
Приказом от 28 октября 1914 года «за отличия в делах против неприятеля» произведён в генерал-майоры, со старшинством с 18 августа того же года, и утверждён в должности командира бригады. 6 августа 1917 года назначен исправляющим должность инспектора артиллерии 26-го армейского корпуса.
После Октябрьской революции присоединился к Белому движению, служил в составе Вооружённых сил Юга России и Русской армии. В январе-ноябре 1919 года являлся представителем ВСЮР на Мугани. 20 апреля 1920 года произведён в генерал-лейтенанты. После поражения Русской армии в конце 1920 года эвакуировался из Севастополя на транспорте «Корнилов». В эмиграции проживал в Югославии в посёлке Пачир, состоял членом Общества русских офицеров-артиллеристов. Скончался 16 августа 1932 года в Пачире (по другим данным — в Париже).
Был трижды женат, первые два брака расторгнуты. Имел дочь и сына. Сын — Александр Арсеньевич Чаплыгин, офицер лейб-гвардии Измайловского полка, после Октябрьской революции остался в Советской России, в 1931 году репрессирован по делу «Весна».

## Награды
Арсений Иванович Чаплыгин был награждён следующими наградами:
- Орден Святого Станислава 1-й степени с мечами (31 августа 1916);
- Орден Святого Георгия 4-й степени (утверждено 13 января 1915);
- Орден Святого Владимира 3-й степени (1912); мечи к ордену (30 марта 1916);
- Золотое оружие с надписью «За храбрость» (утверждено 9 декабря 1906);
- Орден Святой Анны 2-й степени с мечами (1904; утверждено 23 апреля 1906);
- Орден Святого Станислава 2-й степени с мечами (1904; утверждено 5 апреля 1905);
- Орден Святого Владимира 4-й степени с мечами и бантом (14 февраля 1902);
- Орден Святой Анны 3-й степени (1899);
- Орден Святого Станислава 3-й степени (1892).